# Movimiento Europeo

Nuevo logo del Movimiento Europeo desde 2012.

El Movimiento Europeo Internacional es una asociación de cabildeo que coordina los esfuerzos de las asociaciones y consejos nacionales con el objetivo de promover la integración europea y la difusión de información al respecto. El Movimiento Europeo es una red de organizaciones que ha movilizado a los ciudadanos y ha abogado por un sindicato democrático, federal y ampliada desde 1948.

## Historia

Símbolo.

El Movimiento Europeo se fundó formalmente el 25 de octubre de 1948, cuando el Comité Conjunto Internacional para la Unidad Europea decidió cambiar su nombre. Duncan Sandys fue elegido Presidente y Léon Blum, Winston Churchill, Alcide De Gasperi y Paul-Henri Spaak fueron nombrados Presidentes Honorarios.[cita requerida] Según publicó posteriormente Der Spiegel, la CIA financió durante los años 1940 y 1950 parte de las actividades del movimiento.

### Presidentes
| Nombre                   | Periodo          |
| ------------------------ | ---------------- |
| Jo Leinen                | 2011 hasta ahora |
| Pat Cox                  | 2005-2011        |
| José María Gil-Robles    | 1999-2005        |
| Mário Soares             | 1997-1999        |
| Valéry Giscard d'Estaing | 1989-1997        |
| Enrique Barón Crespo     | 1987-1989        |
| Giuseppe Petrilli        | 1981-1987        |
| Georges Berthoin         | 1978-1981        |
| Jean Rey                 | 1974-1978        |
| Walter Hallstein         | 1968-1974        |
| Maurice Faure            | 1961-1968        |
| Robert Schuman           | 1955-1961        |
| Paul-Henri Spaak         | 1950-1955        |
| Duncan Sandys            | 1948-1950        |

### Secretarios generales
| Nombre                                                               | Periodo          |
| -------------------------------------------------------------------- | ---------------- |
| Petros Fassoulas                                                     | 2015 hasta ahora |
| Diogo Pinto                                                          | 2009-2015        |
| Hendrik Kröner                                                       | 2002-2009        |
| Pier Virgilio Dastoli                                                | 1995-2001        |
| Giampiero Orsello                                                    | 1993-1995        |
| Bob Molenaar                                                         | 1987-1993        |
| Luigi Vittorio Majocchi                                              | 1985-1987        |
| Sjouke Jonker                                                        | 1984             |
| Thomas Jansen                                                        | 1981-1983        |
| Robert Van Schendel                                                  | 1955-1980        |
| Georges Rebattet (Oficina de Londres)                                | 1948-1955        |
| Józef Retinger (Oficina de París, desde 11/1951 oficina de Bruselas) | 1948-1950        |

## Filosofía del movimiento
El objetivo del movimiento es:

"contribuir a la creación de una Europa unida y federal fundado en los principios de la paz, la democracia, la libertad, la solidaridad y el respeto de los derechos humanos básicos. Su objetivo es proporcionar una estructura para fomentar y facilitar la participación activa de los ciudadanos y las organizaciones de la sociedad civil en el desarrollo de una Europa unida."

Sus consejos y asociaciones trabajan para influir en los principales tomadores de decisiones en toda la sociedad civil europea - sus asociaciones, los gobiernos, los políticos, los partidos políticos, las empresas, los sindicatos y los grupos de presión individuales - para lograr estos objetivos. El Movimiento centra su atención en buscar una mayor integración en los ámbitos políticos, sociales y culturales, utilizando su red de grupos de presión para lograr esos objetivos.
El Movimiento Europeo también funciona como un grupo de estudio y de información a través de diversos proyectos y actividades. Se trata de involucrar a segmentos más amplios de la opinión pública en el proyecto europeo mediante la difusión de información sobre asuntos y actividades europeas e involucrándolos en sus proyectos.
La asociación intenta permanecer pluralista, y se integra en su gestión de personalidades políticas, tanto de la derecha como de la izquierda.

## La Organización
La oficina central del Movimiento, que se encuentra en Bruselas, está encabezado por un presidente y seis vicepresidentes, todos los cuales generalmente tienen cargos importantes en la Unión Europea u otras organizaciones paneuropeas. Presidentes Honorarios, generalmente prominentes políticos europeos (por ejemplo, Valéry Giscard d'Estaing), también son elegidos, pero no tienen poderes ejecutivos.
La actual presidenta del Movimiento Europeo es la europarlamentaria Eva Maydell.[actualizar] La gestión de la organización se extrae de toda Europa.

### Miembros
El Movimiento Europeo cuenta con varios tipos de membresías: miembros asociados, asociaciones internacionales, consejos nacionales (de 39 países), comités preparatorios y miembros de apoyo.

### La Junta
Las políticas son formuladas por una Junta, encabezada por el Presidente. Una Asamblea Federal, integrada por delegados de los movimientos locales en toda Europa, fomenta políticas para el Movimiento Europeo y se encarga de las cuentas de la organización.
El Movimiento también cuenta con varias comisiones especializadas, dedicadas a la discusión de las políticas individuales. Los Comités Políticos actuales son: Más democracia, Derechos de los Ciudadanos y la Libertad; Empleo, competitividad y crecimiento sostenible; y Europa en el mundo.
Los miembros actuales[actualizar] de la Junta son:
- Presidente: Eva Maydell;
- Secretario general: Petros Fassoulas;
- Vicepresidentes: Anna Widegren, Bernd Hüttemann, Brando Benifei, Nataša Owens, Yves Bertoncini;
- Tesorero: Maria Heider;
- Miembros de la Junta: Aura Salla, Christine Bosse, Christof-Sebastian Klitz, Ela Taskent, Florian Hauger, Luc Martens, Maja Bobić, Miguel Ángel Benedicto, Pier Virgilio Dastoli, Roselyne Lefrançois, Valentin Dupouey y Valeria Ronzitti.

### Consejo Honorífico
El Consejo Honorífico está integrado por:
- Joaquín Almunia (España, 1948)
- Enrique Barón Crespo (España, 1944)
- Josep Borrell (España, 1947)
- Mercedes Bresso (Italia, 1944)
- John Gerard Bruton (Irlanda, 1947)
- Jerzy Buzek (Polonia, 1940)
- Pat Cox (Irlanda, 1952)
- Massimo D’Alema (Italia, 1949)
- Jacques Delors (Francia, 1925)
- Anna Diamantopoulou (Grecia, 1959)
- Andrew Duff (Reino Unido, 1950)
- José Manuel Durão Barroso (Portugal, 1956)
- Uffe Ellemann-Jensen (Dinamarca, 1941)
- Assunção Esteves (Portugal, 1956)
- Nicole Fontaine (Francia, 1942)
- José María Gil-Robles (España, 1935)
- Werner Hoyer (Alemania, 1951)
- Danuta Hübner (Polonia, 1948)
- Aleksander Kwaśniewski (Polonia, 1954)
- Catherine Lalumière (Francia, 1935)
- John Monks (Reino Unido, 1945)
- Mario Monti (Italia, 1943)
- Ewa Ośniecka-Tamecka (Polonia, 1962)
- Hans-Gert Pöttering (Alemania, 1945)
- Viviane Reding (Luxemburgo, 1951)
- Maria João Rodrigues (Portugal, 1955)
- Gesine Schwan (Alemania, 1943)
- Karel Schwarzenberg (República Checa, 1937)
- Lauri Tierala (Finlandia)
- Teija Tiilikainen (Finlandia)
- Herman Van Rompuy (Bélgica, 1947)
- Guy Verhofstadt (Bélgica, 1953)
- Monika Wulf-Mathies (Alemania, 1942)